# 조 플래니건
조 플래니건(Joe Flanigan, 1967년 2월 5일 ~ )은 미국의 배우이다.

## 출연 작품
- 식스블릿츠: 분노의 추적 (2012)
- 체인지 오브 플랜스 (2011)
- 에어리언 플레닛 (2011)
- 굿 데이 포 잇 (2010)
- 우먼스 머더 클럽 (2007)
- 스타게이트 - 아틀란티스 (2004)
- 소트크라임즈 (2003)
- 사랑하고 싶은 그녀 (1999)
- 도슨의 청춘일기 (1998)
- 제로드 (1996)
- 다니엘 스틸 - 가족 앨범 (1994)